# 虛幻而永久的愛
《虛幻而永久的愛》（日语：儚くも永久のカナシ）是UVERworld的第12張單曲。由gr8! records發行。

## 解說
使用在MBS、TBS系播放的電視動畫《機動戰士GUNDAM 00 2nd Season》的片頭曲。隨著電視廣告被播放，比前作還早公開。
這是UVERworld第5首被作為動畫片頭曲的樂曲，前一個是第10張單曲《激動/Just break the limit!》的「激動」（《驅魔少年》片頭曲）。
這次的單曲分為通常盤、初回生產限定盤及期間限定的鋼彈00盤。之前都只有分為通常盤和初回生產限定盤2種型態，對UVERworld來說是首次採用第3種型態。
這個單曲因為採用三盤統一計算的方式，販賣首日即拿下日排名第一（在單曲及專輯的紀錄是第2張專輯《BUGRIGHT》的日排名第一）。第2天即打破自己的最高初販紀錄（連續2天以上獲得日排名第一，在UVERworld的單曲、專輯、DVD中為首次）。6天即達到單曲初販超過10萬張（在單曲及專輯的初販超越10萬張的紀錄是第3張專輯《PROGLUTION》）。除了DVD之外，是UVERworld首次首週排名第一。
宣傳詞為。

## 收錄曲
1. 《機動戰士GUNDAM 00 2nd Season》的片頭曲。2008年8月9日Sony Music發表時是預定為，但是因為UVERworld自己的意向而改成現在的命名。曲名裡的是古文「愛」的意思。在製作曲子時與《機動戰士GUNDAM 00》的製作人員一同討論，而這是首次和動畫的製作人員一同討論。因此，這首單曲的宣傳詞和歌詞的一部分和《機動戰士GUNDAM 00》裡主角的對手葛拉漢·耶卡在1st裡的發言相當相似。
2. 想做一支木吉他做成的曲子。這個和在第10張單曲《激動/Just break the limit!》的初回生產限定版DVD的訪談中談到「想以木吉他做出曲子」的彰的希望相同，做出這支曲子讓彰的希望達成。